# Manuel Quintín Lame
Manuel Quintín Lame, né au lieu-dit El Borbellón de la hacienda Polindara à Popayán (Cauca) le 26 octobre 1880, mort à Ortega (Tolima) le 7 octobre 1967 est un leader indigène de Colombie, particulièrement impliqué dans les luttes agraires entre les années 1910 et 1960. Son action se fait par une combinaison de formes violentes au cours des années 1910 et 1920, puis à partir des années 1930 de forme pacifique. Bien que son action n'ait généralement pas été couronnée de succès de son vivant, certaines de ses propositions ont été adoptées ultérieurement, par exemple dans la Constitution colombienne de 1991.

## Biographie
Manuel Quintín Lame est né dans une famille pauvre qui loue un lopin de terre à un propriétaire terrien au prix de plusieurs jours de travail par semaine. En 1899, Manuel et deux de ses frères, connus pour leurs positions favorables au gouvernement conservateur de l'époque, sont attaqués par un groupe de rebelles libéraux. Manuel et Gregorio parviennent à s'échapper, mais Feliciano est mutilé à coups de machette et meurt peu après de ces blessures. Manuel Quintín Lame participe à la guerre des Mille Jours dans l'armée gouvernementale, entre 1901 et 1903, puis obtient du propriétaire de l'hacienda où travaille son père la location contre deux jours de travail hebdomadaires d'un terrain lui permettant de s'installer avec son épouse Benilda et sa fille, Lucinda. Benilda meurt en 1906 et Manuel Quintín Lame, insatisfait de sa situation de locataire traverse une période difficile. Après son remariage en 1911 et pendant une période d'importants conflits agraires dus au développement de l'élevage, Quintín Lame achète un exemplaire du Code civil et un ouvrage de droit, qui lui permettent d'aider les indigènes à faire valoir leurs droits sur les terres qu'ils occupent face aux grands propriétaires terriens. 
Au cours des années 1910, il combat le système du terraje, celui qui contraint les indigènes à payer sous forme de travail le terrain qu'ils occupent, et défend le droit ancestral des indigènes à la terre. Jouissant d'une grande autorité auprès des indigènes du sud de la Colombie, il planifie avec les autorités locales indigènes un soulèvement qui devait avoir lieu le 14 février 1915 et permettre d'établir une « petite république » d'indiens Ghiquitos, mais est capturé le 22 janvier, avant le début du soulèvement. Libéré après neuf mois d'emprisonnement, il feint de reprendre son activité agricole pour déjouer la surveillance des autorités. De nouveau arrêté en 1916, il est en prison de juin à septembre de cette année. Prenant d'assaut plusieurs haciendas entre 1916 et 1917 pour approvisionner ses hommes en nourriture, il entre en contact en 1917 avec des représentants du Parti libéral afin de négocier son appui électoral : on estimait alors à 50 000 le nombre de ses sympathisants. L'année 1917 est également l'année de la mort de sa seconde épouse. Quintín Lame est trahi par l'un de ses contacts libéraux, capturé lors d'une embuscade en mai 1917 et passe quatre ans en prison avant d'être jugé en 1921. Il est condamné à quatre ans et un mois de prison, et libéré le 23 août 1921 compte tenu de la peine déjà effectuée. Il commence dès cette période l'écriture de son livre, qui sera publié en 1971 sous le titre En defensa de mi raza. Confronté à une répression de plus en plus forte (6 indiens tués et 49 blessés en 1931 à San José de Indias), et après un nouveau séjour en prison, Quintín Lame poursuit son labeur par des voies exclusivement légales, combinant l'action juridique et l'aide politique aux indigènes en lutte pour leur terre. Il poursuit selon ce mode d'action jusqu'à sa mort en 1967.

## Héritage
Plusieurs des idées de Quintín Lame se sont vues consacrées dans la Constitution de 1991 de la Colombie : c'est le cas de la reconnaissance légale de territoires et de droits spécifiques aux peuples indigènes, de leur droit à une culture et une éducation propre, de la participation au Parlement national et du droit à administrer leur propre territoire. Ses idées ont également inspiré un groupe armé actif à la fin des années 1980, le Mouvement armé Quintín Lame, qui se démobilise en 1991 et participe à l'Assemblée Constituante. Par la constance de son action au long de plusieurs décennies et le caractère fondateur de sa pensée politique en font le plus important leader indigène du XXe siècle en Colombie.